# 5488 Kiyosato
5488 Kiyosato este un asteroid din centura principală de asteroizi.

## Descriere
5488 Kiyosato este un asteroid din centura principală de asteroizi. A fost descoperit pe 13 noiembrie 1991 la Kiyosato de Satoru Ōtomo. Asteroidul prezintă o orbită caracterizată de o semiaxă mare de 3,04 ua, o excentricitate de 0,07 și o înclinație de 11,3° în raport cu ecliptica.